# Appomattox
Appomattox település az Amerikai Egyesült Államok Virginia államában, Appomattox megyében, melynek megyeszékhelye is. Lakosainak száma 1919 fő (2020. április 1.).

## Népesség
A település népességének változása:
| Lakosok száma | 1761 | 1733 | 1919 |
|               | 2000 | 2010 | 2020 |